# Третья холерная пандемия
Третья холерная пандемия (также III холерная пандемия 1846—1860 год, англ. third cholera pandemic (1846–1860)) — взрывное распространение холеры на значительные территории за пределы эндемичной территории Индии в течение 1846—1860 годов, некоторые ученые считают, что она была более длительной — 1837—1863 годы. Эта пандемия считается крупнейшей по смертности среди эпидемий и пандемий XIX века. Примечательна тем, что холера впервые распространилась на всю Северную Африку и Америку. Из-за большой опасности холеры в 1851 году в Париже представители 12 стран Европы приняли Первую международную санитарную конвенцию, задачей которой была разработка мероприятий по защите территорий, в первую очередь, от этой болезни.

## Распространение пандемии
Из Индии распространение холеры в Персию было связано (в дальнейшем такое происходило часто) с паломничеством шиитов к священным могилам Кербелы и Эн-Наджафа. В Аравии холеру занесли паломники, которые направлялись к святыням мусульман в Мекке и Медине. В те годы там были проблемы с водой, которую хранили в загрязнённых цистернах, было крайне недостаточно общественных туалетов, негативно влияли скопления людей и рои мух. Эти священные мусульманские города вплоть до середины 1920-х годов были дополнительным рассадником холеры, поскольку её, получив от индийских единоверцев, отсюда несли в родные места пилигримы из Северной Африки, Ближнего и Среднего Востока, которые совершили хадж. В частности, в течение 1831—1912 годов в Мекке произошло 27 эпидемий холеры.
В 1848 году в русской армии фельдмаршала Паскевича в Галичине ежедневно от холеры гибло по 60-100 солдат. В Российской империи тогда всего заболело по официальным данным 1 772 439 человек, умерло 690 150. Несколько волн холеры наблюдали вплоть до 1851 года.
Описание больных, который сделал военный врач того времени А. А. Генрици:
«Лицо у всех их осунувшееся, взгляд равнодушный, стоячий, неохотно фиксирующий предметы; глаза несколько запавшие, с расширенными зрачками, но без синих кругов, скулы сравнительно означившиеся, нос заострившийся, его крылья опавшие, неподвижны. Нос на ощупь холодный; губы со слабым, синеватым оттенком, бледные. Язык тонкий, довольно широкий, плоский, высовываясь, продвигается по самому дну рта, причём корень и средина его не образуют, как обыкновенно, при высовывании выпуклости, или хребта, а западают, весь язык при этом представляет слабую, ложкообразную выемку; язык синеватый, особенно на конце, на ощупь холодный до средины, дрожащий, чистый и не сухой. Больные при требовании моём плюнуть на пол не находят для этого достаточно слюны во рту: кисть руки холодная, слегка синеватая, как и ноги; пульс ползучий, длинный, редкий, довольно малый и мягкий. Жажда небольшая, но большой позыв на холодное питье; аппетита по-настоящему не имеют, но отвращения от пищи нет, так что, по их словам, немного едят, смотря на других»
Вот что писал тогда А. И. Герцен:
«Я был всё время жесточайшей холеры 1849 в Париже. Болезнь свирепствовала страшно. Июньские жары её помогали, бедные люди мёрли, как мухи; мещане бежали из Парижа, другие сидели назаперти. Правительство, исключительно занятое своей борьбой против революционеров, не думало брать деятельных мер. Тщедушные коллекты были несоразмерны требованиям. Бедные работники оставались покинутыми на произвол судьбы, в больницах не было довольно кроватей, у полиции не было достаточно гробов, и в домах, битком набитых разными семьями, тела оставались дни по два во внутренних комнатах»
Третья пандемия в 1847 году достигла берегов Чёрного и Азовского морей, охватила сначала Одессу, а потом всю Малороссию и Польшу. В 1847 году холера проникла в Киев, где забрала много жизней. В это время вопросом холеры занимался русский врач-патолог Иван Николаевич Рейпольский. В 1853—1855 годах холера особенно свирепствовала в Крыму во время Крымской войны; французская армия потеряла 11 200 человек, а переболело холерой более 20 000 человек; британцы потеряли 4500, переболело 7600.
В Великобритании болезнь забрала только в Лондоне около 20 тысяч жизней в 1850 году. В 1851 году в Париже представители 12 стран приняли Первую международную санитарную конвенцию, задачей которой было разработка мероприятий по защите территорий от холеры. Впоследствии были разработаны меры и против других тяжёлых эпидемических инфекционных болезней.
В 1853—1854 годах холера опять в Британии (см. Вспышка холеры на Броад-стрит) — в Лондоне от неё погибло более 10 тысяч горожан, по всей стране — более 23 тысяч жителей. Подтверждено, что итальянский учёный Филиппо Пачини в 1854 году впервые обнаружил и описал возбудителя холеры. Заражение источника водоснабжения было обычно причиной самых бурных и массовых вспышек холеры. Классическим примером этого считается вспышка холеры, описанная английским врачом Джоном Сноу в домах вокруг лондонской улицы Брод-стрит (район Сохо) в 1854 году. С 31 августа в течение 10 дней на участке радиусом 500 метров от холеры умерло более 500 человек. Сноу на основании анализа распределения случаев на карте района заподозрил, что заболевание горожан связаны с употреблением воды из одного источника питьевой воды. В результате было установлено, что в выложенный кирпичом насос для общественного водоснабжения (англ. Public water pump, привычная нам водоразборная колонка) просачивалась жидкость из выгребной ямы того дома, где до начала вспышки один ребёнок болел холерой. На пивоваренном заводе, расположенном на той же улице, не заболел никто. Рабочие пили вместо воды пиво, а также на его территории был свой колодец. А вот владелице фабрики пистонов на Брод-стрит так нравилась вода из заражённой колонки, что ей ежедневно специально привозили бутыль в другой район Лондона. Эта женщина вместе с племянницей тоже заболели холерой. Именно Д. Сноу считают первым учёным, разгадавшим особенности передачи холеры.

В то время выдающийся врач Николай Иванович Пирогов издал основанный на анализе тысяч вскрытий фундаментальный труд «Патологическая анатомия азиатской холеры. Из наблюдений над эпидемиею, господствовавшею в России в 1848 году». Выдержка оттуда: 
Умершие похожи на атлетов. Их застывшая мускулатура резко очерченная, рельефная. Руки, крепко сжатые в кулаки, чуть согнутые в коленях ноги, напряжённые, как перед решающей схваткой, тела … в общем, эту позу надо бы назвать гладиаторской…
Пирогов кроме того принимал участие и в ликвидации болезни в Дерпте, там у него на руках, проболев всего 6 часов, умер его товарищ профессор Шрамко.
В 1863 году новый карантинный закон штата Нью-Йорк ввёл в порту пост медицинского офицера, который мог по одному лишь подозрению задержать любое судно, дать команду на уничтожение его груза, очистки и окуривание всех помещений.

## Интересный факт
В те годы отмечено достаточно странное совпадение: стоит появиться на сцене новой опере Джакомо Мейербера, как во Франции начинается эпидемия холеры. После выхода «Роберта-дьявола» появилась холера в 1832 году, после «Пророка» — в 1849 году, и, наконец, в 1854 году — после «Звезды Севера». Фельетонисты того времени писали, что в этом нет ничего необычного: «Только начинает звучать музыка Мейербера, это всегда предвещает народное бедствие. Мейербер — не музыкант, а дьявол, переодетый в музыканта, заброшенный во Францию из ада».